# 李成家
李成家（1948年3月12日—），台灣企業家，曾任中華民國工業協進會理事長、中華民國全國中小企業總會理事長、總統府國策顧問、國民大會代表、行政院政務顧問，現任美吾華懷特生技集團董事長、中央銀行理事。
李成家出生於屏東縣東港鎮，畢業於屏東中學、高雄醫學院藥學系，其後服務於美商必治妥公司。1976年創立台灣美吾髮公司，代理美國VO5洗髮精，隨後發展自有品牌「美吾髮®」，包含美髮、護膚、沐浴、清潔等產品。目前美吾華懷特生技集團業務涵蓋：美吾髮®美髮用品、博登藥局連鎖、醫藥品行銷、健康食品、新藥研發、幹細胞儲存銀行及研發、超音波高階醫研發材…等，旗下包含多家公司，其中美吾華公司、懷特生技新藥公司、安克生醫公司等三家股票上市(櫃)公司。

## 現任
- 美吾華懷特生技集團董事長
  - 美吾華股份有限公司（股票上市）
  - 懷特生技新藥(股)公司（股票上市）
  - 安克生醫股份有限公司（股票上櫃）
  - 台灣育成中小企業開發(股)公司
  - 美吾髮化妝品(上海)有限公司
- 國家生技醫療產業策進會常務理事
- 關懷中小企業基金會董事長
- 中央銀行理事
- 生技醫療科技政策研究中心常務董事
- 中華文化總會執行委員(理事)
- 海峽交流基金會監事
- 兩岸企業家峰會監事

## 榮譽
- 1978年 第一屆青年創業楷模
- 1984年 全國十大傑出青年
- 2003年 李國鼎管理獎章
- 2004年 高雄醫學大學傑出校友
- 2009年 經濟部經濟專業獎章
- 2014年 國立臺北科技大學名譽博士